# Дневник Оченашека
„Дневник Оченашека” је југословенска ТВ мини серија снимљена 1969. године у продукцији ТВ Загреб.

## Епизоде
| Сезона | Епизода | Назив | Датум             |
| ------ | ------- | ----- | ----------------- |
| 1      | 1       | /     | 15. јануара 1969. |
| 1      | 2       | /     | 22. јануара 1969. |
| 1      | 3       | /     | 29. јануара 1969. |
| 1      | 4       | /     | 5. фебруара 1969. |

## Улоге
| Глумац             | Улога                                      |
| ------------------ | ------------------------------------------ |
| Шпиро Губерина     | Оченашек (4 еп. 1969)                      |
| Иван Шубић         | Господин Халапир (4 еп. 1969)              |
| Ана Херцигоња      | Газдарица Стефанија (4 еп. 1969)           |
| Ангел Палашев      | (3 еп. 1969)                               |
| Угљеша Којадиновић | (2 еп. 1969)                               |
| Звонимир Рогоз     | Предсједник Френклин Рузевелт (2 еп. 1969) |
| Ервина Драгман     | Кројачица (1 еп. 1969)                     |
| Борис Михољевић    | (1 еп. 1969)                               |
| Миа Оремовић       | Конобарица (1 еп. 1969)                    |
| Младен Шермент     | (1 еп. 1969)                               |
| Иво Фици           | Господин Пинтарић (1 еп. 1969)             |
| Јосип Мароти       | Господин из куглане (1 еп. 1969)           |
| Иво Сердар         | Пјевач (1 еп. 1969)                        |
| Фабијан Шоваговић  | (1 еп. 1969)                               |
| Перо Квргић        | Бријач (1 еп. 1969)                        |
| Крешимир Зидарић   | (1 еп. 1969)                               |
| Људевит Галић      | Крчмар (1 еп. 1969)                        |
| Стево Вујатовић    | Конобар (1 еп. 1969)                       |
| Јожа Шеб           | Госпон с куглане (1 еп. 1969)              |

 Остале улоге  ▼
| Глумац         | Улога                            |
| -------------- | -------------------------------- |
| Мартин Сагнер  | Господин из куглане (1 еп. 1969) |
| Олга Пивац     | (1 еп. 1969)                     |
| Звонимир Јурић | (1 еп. 1969)                     |
| Ивица Катић    | (1 еп. 1969)                     |
| Никола Цар     | (1 еп. 1969)                     |

Комплетна ТВ екипа  ▼
| Редитељ              | Едуард Галић     | (непознат број епизода)          |
| Сценариста           | Едуард Галић     | (непознат број епизода)          |
| Сценариста           | Вјекослав Мајер  | (новела) (непознат број епизода) |
| Композитор           | Томислав Симовић | (непознат број епизода)          |
| Директор фотографије | Илија Вукас      | (непознат број епизода)          |
| Mонтажер             | Лида Браниш      | (непознат број епизода)          |
| Сценограф            | Жељко Сенечић    | (непознат број епизода)          |
| Костимограф          | Вјера Иванковић  | (непознат број епизода)          |